# Velimir Blažević
Velimir Blažević (Stranjani, 9. svibnja 1936.) hrvatski je katolički svećenik iz reda franjevaca, crkveni pravnik i prevoditelj.

## Životopis
Osnovnu je školu pohađao u Budžaku kod Banje Luke. Klasičnu gimnaziju završio je u Visokom te je stupio u Franjevački red. Od 1956. do 1962. studirao je teologiju u Sarajevu te kanonsko pravo na Antonianumu u Rimu od 1962. do 1965. godine. Doktorirao je temom „Concilia et synodi in territorio hodiernae Jugoslaviae celebrata”.
Od 1966. godine bio je profesor kanonskog prava u Franjevačkoj bogosloviji u Sarajevu. Tamo je bio dekan od 1970. do 1973. godine. Od 1987. bio je gostujući profesor na Antonianumu u Rimu.

### Članci
- Kovačić, Anton Slavko. 1989. Blažević, Velimir. Hrvatski biografski leksikon. Zagreb.  journal zahtijeva |journal= (pomoć)